# Simplisties Verbond

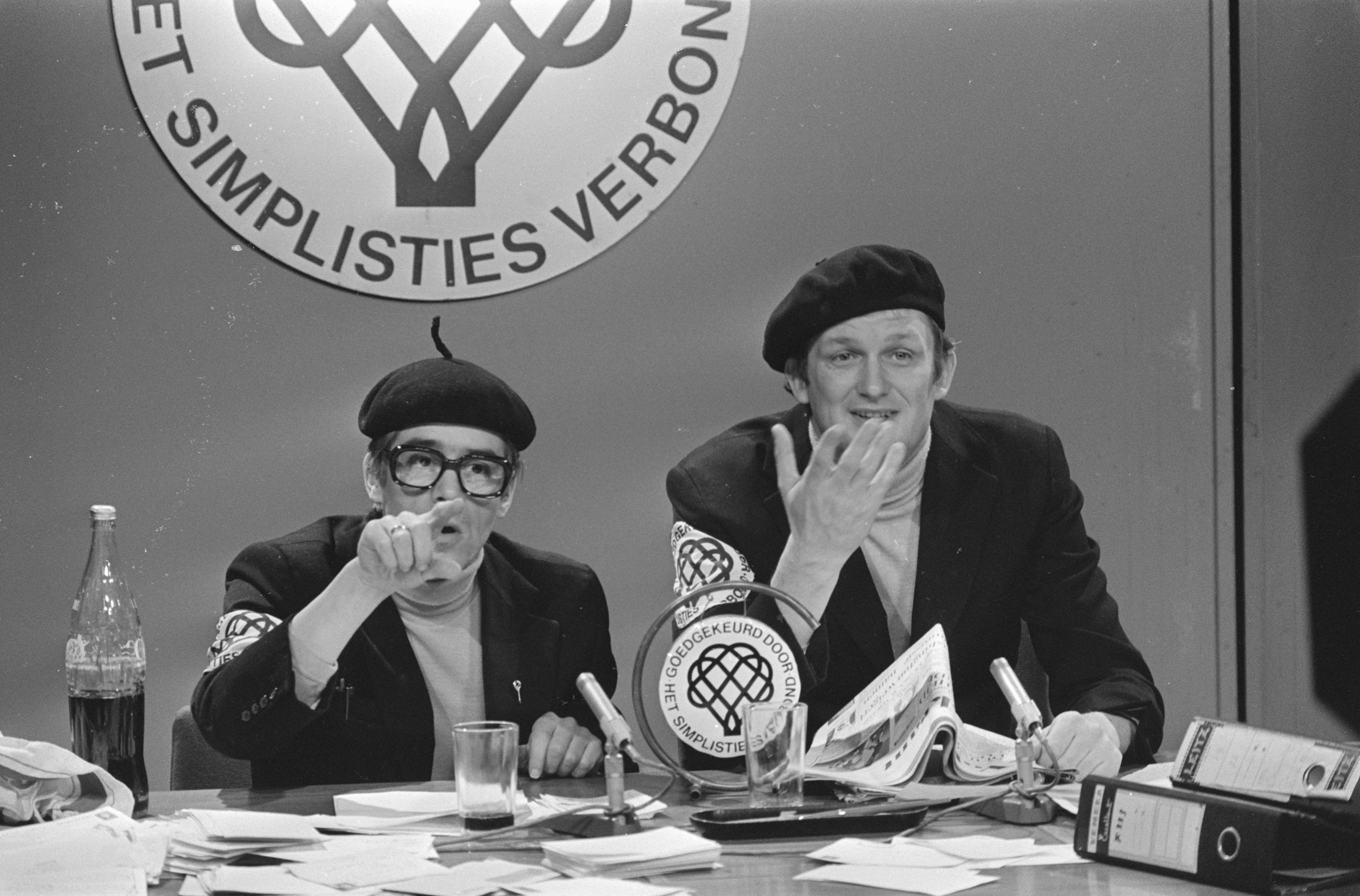
Van Kooten en De Bie als de directeuren van het Simplisties Verbond

Het Simplisties Verbond is een min of meer fictieve organisatie, ontsproten aan het brein van het komieke duo Van Kooten en De Bie, die als directeuren van het verbond heer Koot en heer Bie genoemd werden. Hoewel het fictief was, stond er op veel producten van het duo toch aangegeven dat het auteursrecht aan het Simplisties Verbond toebehoorde.
Het logo van het Simplisties Verbond is de mattenklopper.

## Beginjaren: 1974-1978

### Oprichting
Op 6 november 1974 verscheen de eerste uitzending van het Simplisties Verbond. De toenmalige voorzitter van de VPRO, Arie Kleijwegt, gaf officieel te kennen dat dit verbond voortaan iedere drie weken een uitzending zou hebben. In deze eerste aflevering legden de beide directeuren heer Koot en heer Bie uit wat het Simplisties Verbond nu precies inhield.
Het Simplisme was ook van hen zelf af te lezen: beiden droegen gewoon een zwart kostuum met grijs overhemd zonder een das of iets dergelijks. Vanaf dat moment gaven zij overal aan wat ze nu wel en niet belangrijk vonden, en wat simpeler moest.
De gedachte achter het verbond was een reactie op de tijdgeest van begin jaren zeventig: in de snel veranderende en steeds ingewikkelder wordende maatschappij tijdens de wederopbouw na de Tweede Wereldoorlog streefde de directie van het verbond naar meer eenvoud. Het Simplisties Verbond was tevens de kapstok voor het eerste geheel zelfstandige televisieprogramma van Koot en Bie: voor die tijd traden van Kooten en De Bie op in satirische programma's zoals Hadimassa en Het Gat van Nederland. In 1974 werd het duo binnengehaald door de VPRO om een geheel eigen programma op televisie te verzorgen en dit kreeg vorm onder auspiciën van genoemd Simplisties Verbond.  
In de twee decennia die daarop volgden bleven Kees van Kooten en Wim de Bie verbonden aan dezelfde omroep (de VPRO) en het team waarmee de programma's gemaakt werden bleef al die jaren uit dezelfde kerngroep bestaan. Dit vaste team bestond, naast het duo Van Kooten en De Bie, uit Roel Bazen (geluid), Paul van den Bos (camera), Jochgem van Dijk (camera), Arjen van der Grijn (grimeur) en Maud Keus (producer).

### Tv-seizoenen
Het eerste seizoen van Het Simplisties Verbond was 1974-1975. Het programma borduurde voort op de typetjes die Van Kooten en De Bie ook gebruikten in Hadimassa en Het Gat van Nederland. Gedurende vijf seizoenen, dus tot het tv-seizoen 1978-1979, werden de programma's uitgezonden onder auspiciën van Het Simplisties Verbond.
In 1979-1980 werd het programma opgevolgd door Op Hun Pik getrapt en daarna achtereenvolgens onder de namen:
- 1980-1981: Koot en Bie
- 1981-1982: Van Kooten en De Bie
- 1982-1983: Juinen
- 1983-1984: Kreateam
- 1984-1988: Van Kooten en De Bie
- 1988-1993: Keek op de week
- 1993-1994: Krasse Knarren
- 1994-1995: In Bed Met
- 1995-1996: Deksel van de Desk
- 1996-1998: Van Kooten en De Bie

### Discografie
Het verbond verzorgde naast de tv-uitzendingen een aantal lp's. Deze lp's werden uitgegeven onder het label van Phonogram.
- 1975 - 1: De Eerste Langspeelplaat van het Simplisties Verbond met 15 nummers. Deze lp behaalde op 17 mei 1976 nummer 3 in de albumhitparade.[3]
- 1976 - 2: De Tweede Langspeelplaat van het Simplisties Verbond met 22 nummers. Naast de officiële titel werd de lp ook aangeduid als Alle 13 fabeltasties als parodie op Alle 13 goed!, een lp-reeks uit die tijd met compilaties van hit-singles.[4]
- 1977 - 3: Hengstenbal of De Derde Langspeelplaat van het Simplisties Verbond met 12 nummers. Op 12 november 1977 haalde deze lp haar hoogste hitnotering op nummer 6 en stond in totaal 18 weken in de albumparade.[5]

Naast deze drie officiële lp's van het verbond werden er vier singles uitgebracht.
- 1975: Zoek jezelf: single met 3 nummers. Hoogste notering: 8 behaald op 31 mei 1975. 6 weken in de hitparade.[7]
- 1975: Stoont als een garnaal - hoogste notering: nummer 18 op 31 januari 1976. Weken in de hitlijst: 4.[8]
- 1976: De Nee Reggae.[9]
- 1976: Rozen, rumbonen en rode wijn

### Bescheurkalender
Van 1973 (volgens andere bronnen 1972) tot 1986 verzorgden Van Kooten en De Bie de inhoud van een jaarlijkse komische scheurkalender, genaamd Bescheurkalender. Enige tijd later verscheen bij uitgeverij De Harmonie nog het Groot Bescheurboek, dat een bloemlezing uit 14 jaar Bescheurkalenders bevatte.

### Scheuring
In de uitzending van 18 februari 1975 bleek dat er een scheuring was opgetreden in het Simplisties Verbond. Heer Bie had zich afgescheiden met het Nieuw Simplisties Verbond. Het Nieuw-Simplisme was radicaler (en zond dan ook enkel in zwart-wit uit).
Om te redden wat er te redden viel, werden de beide directeuren op een sensitivitytraining gestuurd waarna ze ontdekten waar de problemen nu precies zaten, zodat ze uiteindelijk hun vriendschap terugvonden en weer samen onder één mattenklopper verder gingen.

### Eerste langspeelplaat
In datzelfde jaar bracht het Simplisties Verbond zijn eerste langspeelplaat uit. Het thema was communicatie, waar volgens de beide heren veel foute varianten op bestonden. Via diverse demonstructies kreeg de luisteraar dan ook van alles te horen zoals krommunicatie en sodommunicatie. Er werden uiteindelijk drie lp's en vier singles uitgebracht.

### Tweede seizoen: vernieuwing
In het tweede televisieseizoen (1975-1976) werd er een aantal vernieuwingen toegevoegd. Zo werd nu voor het eerst het officiële uniform gedragen: zwart pak met pulli en alpinopet. De beide directeuren noemden elkaar sindsdien ook Koot en Bie. Dat door de halvering van het budget de uitzendingen korter waren mocht niet deren voor de populariteit.
Tevens werd er in 1976 een Tweede Langspeelplaat uitgebracht met daarop het radioprogramma Simpla, met als belangrijkste boodschap: pas op voor de geestelijke werkloosheid!

### Derde seizoen; de eerste "lange avond"
In het televisieseizoen 1976-1977 waren er betrekkelijk weinig afleveringen (eentje per maand, en in oktober, januari en maart zelfs geen) maar daar stond tegenover dat op 23 december 1976 er een hele avond Simplisties Verbond op de televisie was, waarin zelfs een kinderprogramma werd gespeeld "Rubovia". Ook op 28 april 1977 werd er een hele avond gevuld door het Simplisties Verbond, waarin ook de beruchte neven fungeerden (regelneef, geilneef, e.a.). Voor de kinderen werd nu het toneelstuk De Nieuwe Koning uitgezonden, waarin ook Hetty Blok, Carol van Herwijnen en Rijk de Gooyer een rol speelden.
In het najaar van 1977 volgde er geen nieuwe integrale uitzending. Wel verscheen er een lange avondvullende compilatie van alle afgelopen seizoenen.

### 1978
Op 11 juni 1978 was het Simplisties Verbond pas weer terug, met een avondvullende aflevering met als thema Het bedrog. Hierin verscheen het typetje Meneer Foppe voor het eerst.
Vanaf september 1978 verscheen het Simplisties Verbond voor het eerst wekelijks, met Koot en Bie als de Bewakers van de Kwaliteit. Het kwam op een hoogtepunt met oudjaar 1978, toen er een ellenlange compilatie van het afgelopen jaar werd uitgezonden.

## Latere jaren
In de jaren hierna hadden de programma's van Van Kooten en De Bie niet langer Simplisties Verbond als hoofdtitel. Desondanks bleef het toch op de achtergrond bestaan, en bleven de namen Koot en Bie in eerste instantie nog gehandhaafd. Vanaf het najaar van 1982 begonnen ze echter weer te werken als Van Kooten en De Bie, en verdween het nogal type-achtige gedrag van vaste uniformen, stijve stemmen, en dergelijke.
Tijdens de uitzendingen van het programma Keek op de week (1988-1992) werd het verbond nog wel af en toe genoemd. Ook stond er aan het begin van iedere uitzending het teken dat het goedgekeurd werd door het Simplisties Verbond, en droegen de verslaggevers het logo op hun microfoon. In enkele leaders droegen Van Kooten en De Bie de vlag van het Simplisties Verbond, of bewerkten een deurmat met de mattenklopper als verwijzing. Na Keek op de week leek het Simplisties Verbond echter langzaam maar zeker vergeten te worden. Tot de eerste video's en dvd's van Ons kijkt ons werden uitgebracht, waarop het logo van het Simplisties Verbond weer terugkwam.
In 2007 verschenen Van Kooten en De Bie weer met alpinopetjes bij de opening van de tentoonstelling En Wel Hierom! in het Nederlands Instituut voor Beeld en Geluid. Ze verklaarden dat hun doelstellingen mislukt waren: de lulkoek was niet verdwenen en de kutsmoes was erbij gekomen.
Naar aanleiding van de oprichting van het Simplisties Verbond in 1974 (en als ode aan het werk van Van Kooten en De Bie) is eind '24 en begin '25 een pop-up presentatie Toen Werd Nu: 50 jaar Het Simplisties Verbond te zien in Beeld & Geluid . Ook is er een theaterprogramma, en kwam er een serie Toen werd nu op NPO3 alsook een special over 50 jaar Simplisties Verbond op dezelfde zender.

## Doelstellingen
In hun beginselverklaring werden hun volledige doelstellingen opgenomen. Enkele punten hieruit zijn:
- het pleiten van een simplistiese kijk op de maatschappij
- het signaleren en bestrijden van zo veel mogelijk lulkoek
- het wensen van vrede en harmonie voor alle volkeren ter wereld, mits zij het Simplisme als ideologie aanvaarden

## Uniformen
- 1974-1975: zwart kostuum zonder das met open colbert en kaki overhemd
- 1975-1978: zwart kostuum (colbert dicht) met grijze coltrui en alpinopet en Verbondslogo op de arm (later ook op de petjes)
- 1978: zwart bewakersuniform
- 1979-1980: driedelig zwart kostuum met button
- 1980-1982: tweedelig pak met T-shirt met daarop elkaars gezicht
- 1982-1983: grijs joggingpak met button
- Nadien geen verbondsuniformen meer op televisie, maar op zijn hoogst een kostuum wat aansluit bij het programma; sommige seizoenen waren zelfs zonder speciale uniformen.
- In 2007 bij de opening van de tentoonstelling En Wel Hierom! bij Beeld en Geluid in Hilversum, droegen Van Kooten en De Bie een zwart kostuum (zonder das) met een wit overhemd en een alpino.

## Media
Vanaf midden jaren zeventig brachten Van Kooten en De Bie een aantal lp's uit onder de noemer van het Verbond. De eerste lp heette dan ook simpelweg De eerste langspeelplaat van het Simplisties Verbond en was uitgebracht op het eigen platenlabel, Simpelpee, dat gedistribueerd werd door Phonogram Records (tegenwoordig Universal Music). De bestelnummers waren niet de gebruikelijke zevencijferige codes van Phonogram, maar eenvoudigweg SV 1, SV 2 etc.
De naamvoering werd doorgetrokken toen in de jaren tachtig cd's verschenen (Simpelceedee) en in de jaren negentig dvd's (Simpeldvd).